# Гречени
Грече́ни (рум. Greceni) — село в Кагульському районі Молдови, відноситься до комуни Бурлачени.
Село розташоване в балці на вододілі річок Кагул та Великий Ялпуг.
В селі знаходиться залізнична станція Гречени.